# Oslac
Oslac ist die altenglische Namensvariante eines gemeingermanischen Namens, der altnord. Asleikr, latinisiert in einer westfränkischen Quelle Ansleicus (vermutlich ahd. *Ansleich) heißt. Etymologisch wird der erste Bestandteil des Namens Os-, As- auf das Göttergeschlecht der Asen, der zweite hingegen auf das germanische Wort *laikaz bezogen, das gotisch laiks "Tanz", altnord. leikr "Spiel, Saitenspiel, Kampfspiel" und altengl. lac "Spiel, Tanz, Opfergabe" bedeutet (vergleiche auch althochdeutsch leich "Melodie, Ton"), weshalb der Name in der ursprünglichen germanischen Bedeutung vermutlich eine besondere Beziehung des Trägers zum Kult der Asen anzeigt.
Oslac ist der Name folgender Personen:
- Oslac, bezeugt in Manuskript E der Angelsächsischen Chronik für das Jahr 617 als Sohn von König Æthelfrith von Bernicia
- König Oslac (Oslac rex), † um 767, geschichtlich nicht sicher identifizierbar, bezeugt durch einen Gedenkeintrag für den 29. Juli northumbrisch-angelsächsischer Provenienz im Kalender des Hartbert von Lobbes[3]
- Oslac (auch Osiai), König von Sussex in den 760er Jahren, bezeugt 780 als Herzog von Sussex (dux Suthsaxorum)[4]
- Oslac (ca. 820), Großvater mütterlicherseits von Alfred dem Großen, siehe Æthelwulf
- Oslac von York, bezeugt um 975, Herzog (dux et vir magnificus) von Deira[5]